# Pyrrosia angustissima
Pyrrosia angustissima là một loài thực vật có mạch trong họ Polypodiaceae. Loài này được (Giesenh. ex Diels) Tagawa & K. Iwats. miêu tả khoa học đầu tiên năm 1975.